# 帕丁克里克 (加利福尼亞州)
帕丁克里克（英語：Pudding Creek）是位於美國加利福尼亞州門多西諾縣的一個非建制地區。該地的面積和人口皆未知。

## 地理
帕丁克里克的座標為39°27′37″N 123°48′04″W / 39.46028°N 123.80111°W，而該地的平均海拔高度為37米（即121英尺）。